# فصل كهربائي هلامي
الفصل الكهربائي الهلامي أو الرحلان الكهربي الهلامي أو الهجرة الكهربية للجل أو الفصل الكهربائي للهلام (بالإنجليزية: Gel electrophoresis)‏ هي عملية فصل البروتينات حسب خواص معينة على الهلام باستدراج البروتينات نحو أقطاب كهربائية تساعد على فصل البروتينات المعينة ضمن الهلام تحضيراً لاستخدامات أخرى.

## الطريقة
يتم فصل بروتينات عينة من الأنسجة أو الخلايا باستخدام الرحلان الكهربي. فصل البروتينات قد يكون باستخدام نُقْطَةُ تَساوِي الكَهْرَبِية Isoelectric point (pI)، الوزن الجزيئي، الشحنة الكهربائية، أو مجموعة من هذه العوامل. طبيعة الفصل تعتمد على طريقة معالجة العينة وطبيعة الهلام.
إلى حد الآن، الطريقة الأكثر شيوعاً للفصل الكهربائي للهلام توظف هلامات متعددالأكريلامايد polyacrylamide ومحاليل تحتوي على كبريتات دوديكل الصوديوم Sodium Dodecyl Sulfate (SDS).
إس دي إس بايج أي (الفصل الكهربائي لهلام كبريتات دوديكل الصوديوم متعددالأكريلامايد SDS-Polyacrylamide Gel Electrophoresis) تحافظ على سلسلة البروتيات في حالة متمسخة denatured state حالماً تتم معالجتها مع عوامل اختزال قوية للقضاء على الأشكال الثانوية والثالثية. (مثل تحويل الروابط ثنائية الكبريت S-S إلى SH وSH) وبذلك يسمح لفصل البروتينات حسب وزنها الجزيئي. يتم تغطية البروتينات في العينة بكبريتات دوديكل الصوديوم السالبة الشحنة ونقلها إلى القطب الكهربائي الموجب الشحنة خلال شبكة الأكريلامايد في الهلام.
البروتينات الصغيرة تهاجر أسرع خلال هذه الشبكة وبذلك يتم فصل البروتينات حسب الحجم (عادة ما يتم قياسها بالكيلودالتون، kD، kiloDaltons). تركيز الأكريلامايد يحدد دقة الهلام - كلما زاد تركيز الأكريلامايد كلما زادت دقة البروتينات ذات الأوزان الجزيئية العالية. البروتينات تهاجر ببعد واحد خلال الهلام لأغلب البقع.

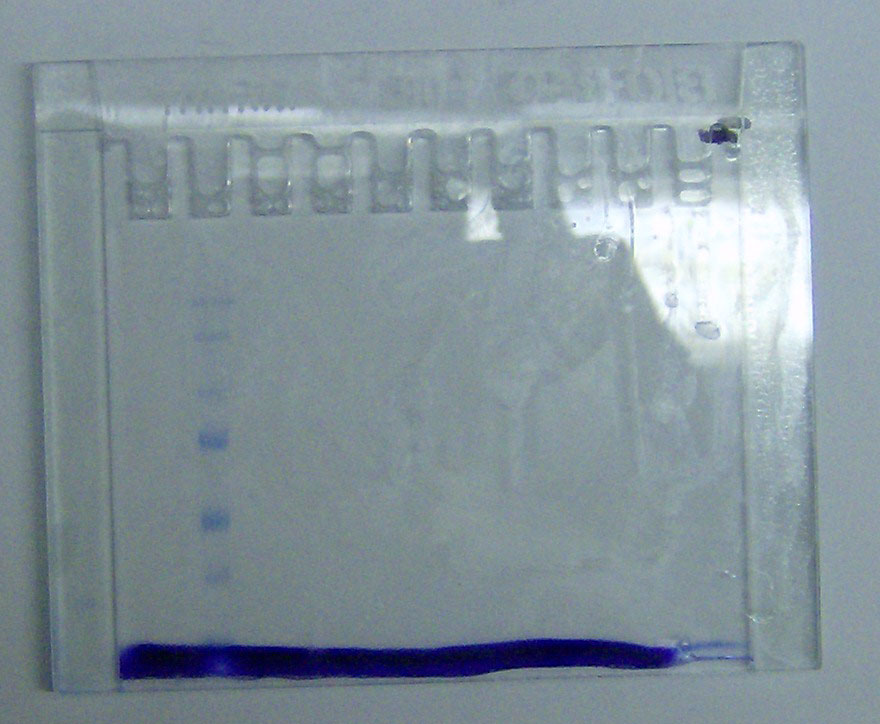
الهلام ويلاحظ فيه الدرج بصورة حزم زرقاء اللون بسبب الصبغة الزرقاء كوماسي بلو Coomassie Blue

يتم تحميل العينات في آبار في الهلام. يتم حفظ إحدي الأسطر للـ مدروج أو العلامات، وهما خليط متوفر تجارياً من عدة بروتينات معروفة الوزن الجزيئي، عادة ما تكون مصبوغة لكي تُظهر حزم ملونة مرئية.
أحد الأمثلة على الدرج، هو درج الأوزان الجزيئية الكامل المدى لشركة GE (كما في الشكل). عندما يتم تطبيق فرق الجهد على الهلام، تهاجر البروتينات ضمنه بسرع مختلفة. هذه المعدلات الزمنية المختلفة للتقدم (حركات الفصل الكهربائي المختلفة) تُفصل إلى حُزم ضم كل سطر.
من الممكن أيضاً استخدام الفصل الكهربائي ثنائي الأبعاد الذي يفصل البروتينات من عينة واحدة في بُعدين. البروتينات تفصل بحسب النقطة متوازنة الكهربة (تركيز أيونات الهيدروجين pH الذي تكون فيه الشحنة متعادلة) في البعد الأول، وبحسب الوزن الجزيئي في البعد الثاني.